# Exopalicus maculatus
Exopalicus maculatus is een krabbensoort uit de familie van de Palicidae. De wetenschappelijke naam van de soort is voor het eerst geldig gepubliceerd in 1930 door Edmondson.